# Gunnel Hessel
Gunnel Anna Maria Hessel, under en period af Geijerstam, född 29 maj 1923 i Skövde, död 16 april 1980 i Stockholm, var en svensk journalist.
Gunnel Hessel var dotter till fabrikören Nils Hessel och Elin Johansson. Hon var anställd på Göteborgs Handels- och Sjöfartstidning 1951–1952, kvällstidningen Expressen 1952–1964 och veckotidningen Svensk Damtidning från 1964.
Hon var gift tre gånger, första gången 1944–1950 med skådespelaren Ebbe Moe, andra gången 1954–1958 med skådespelaren Curt Masreliez (1919–1979) och tredje gången 1958–1972 med chefsrådmannen i Stockholms tingsrätt Mikael af Geijerstam (1927–1996), som var son till Ragnar af Geijerstam och Brita af Geijerstam.
Gunnel Hessel är begravd i sin familjegrav på Sankta Elins kyrkogård i Skövde.